# Palleon
Palleon ist eine artenarme Gattung kleiner Chamäleons, die in Trockenwäldern im Südosten und Norden Madagaskars vorkommt. Die beiden Arten der Gattung wurden früher in die Gattung Brookesia gestellt und von dieser getrennt, da sie als basale Klade allen anderen Brookesia-Arten gegenüberstehen. Der Gattungsname Palleon setzt sich aus den griechischen Wörtern für alt (“Palae”) und Löwe (“leon”) zusammen, wobei die Endung “ae” aus “Palae” zum Zweck der besseren Aussprache gestrichen wurde.

## Merkmale
Die zwei Palleon-Arten sind kleine Chamäleons von bräunlicher Färbung. Ihre Kopf-Rumpf-Länge beträgt 22 bis 47 mm, die Gesamtlänge 37 bis 87 mm. Der Rumpf ist seitlich abgeflacht, der Schwanz kurz, die Schnauze relativ lang. An der Schnauzenspitze haben sie einen einzelnen (P. lolontany) oder einen paarigen (P. nasus) häutigen Auswuchs. Männchen besitzen einen wellenförmig gezackten Rückenkamm. Rückenstacheln sind nicht vorhanden.
Palleon ähnelt damit einigen auf dem afrikanischen Festland heimischen Chamäleons der Gattung Rhampholeon, hat aber eine sehr große genetische Distanz zu dieser Gattung. Von Brookesia unterscheidet sich Palleon durch den länglichen und zugespitzten Kopf (kurz bei Brookesia), den häutigen Auswuchs an der Schnauzenspitze und den wellenförmigen Rückenkamm (die Brookesia-Arten haben keinen Kamm). Die meisten Brookesia-Arten besitzen dagegen einen bestachelten Rücken. Auch die genetische Distanz zu Brookesia ist groß. Von Rieppeleon, einer weiteren Gattung kleiner afrikanischer Chamäleons, unterscheidet sich Palleon durch die längere Schnauze und den längeren Schwanz (Ausnahme R. kerstenii) und von allen übrigen Chamäleongattungen durch die Kleinheit, den kürzeren Schwanz, dem Fehlen irgendwelcher Farbzeichnungen und die relativ große genetische Distanz.

## Arten
Gegenwärtig gehören zwei Arten zur Gattung Palleon:
- Palleon lolontany (Raxworthy & Nussbaum, 1995).
- Palleon nasus (Boulenger, 1887)
  - Palleon nasus nasus (Boulenger, 1887)
  - Palleon nasus pauliani (Brygoo, Blanc & Domergue, 1970)